# Корепанов, Герман Афанасьевич

Памятная табличка на доме № 15 по ул. Советской в Ижевске

Коре́панов (иногда встречается ошибочное ударение Корепа́нов) Ге́рман Афана́сьевич (30 июля 1924 года, село Селты — 13 апреля 1985 года, Ижевск) — удмуртский композитор, артист, дирижер, Заслуженный деятель искусств Удмуртии (1957) и РСФСР (1958), член Союза композиторов СССР (1961).

## Биография
Родился в семье партийного работника Афанасия Федоровича и крестьянки Веры Матвеевны Корепановых. Учился в Ижевском музыкальном училище на отделении хорового дирижирования в 1947—1949 годах и Казанской консерватории по классу композиции (учитель Г. И. Литинский). Работал с другими композиторами, выступал в печати со статьями и рецензиями, редактировал музыкальные издания. В разные годы был артистом и дирижёром хора Удмуртского радио.
Классик удмуртской музыки. Его произведения отличаются яркой мелодичностью, лирическим обаянием, широким использованием ладовых и метроритмичных особенностей удмуртского фольклора. Автор первой удмуртской оперы «Наталь» и первого симфонического произведения — Первой симфонии. Композитор пытался найти себя в лирико-драматической симфонизации фольклорных элементов. Создатель удмуртских массовых песен, их основных жанров. Среди лучших песен — «Мон тодам вайисько» («Я вспоминаю тебя», слова Ашальчи Оки), «Зарни нянь» («Золотой хлеб», слова Афанасия Лужанина), «Удмуртия» (слова И.Токарева), «Зарни сӥзьыл» («Золотая осень», слова Степана Широбокова). Основатель удмуртского романса. Среди хоровых сочинений — кантаты, хоры без сопровождения. Автор первых удмуртских фортепианных сонат, скрипичных пьес, песен для детей. Важнейшие произведения последних лет — опера «Восстание» (вместе с сыном Александром Корепановым) и Вторая симфония.
Лауреат Государственной премии Удмуртской АССР (1967). Награждён орденом Ленина (1971).

## Произведения
- кантаты — «Вордскем лудъёс» («Родные поля», 1961), «Дано егит дыр» («Славная молодость»), 1968, «Здравица», 1980;
- хоры без сопровождения — «Осенняя песня»;
- для симфонического оркестра — две симфонии (1964, 1983), увертюра (1958), балетная сюита (1972), концерт для скрипки с оркестром (1953);
- для фортепиано — соната (1968), маленькая соната (1981), «Весенняя сюита»;
- пьесы для скрипки — анданте, ария для валторны и фортепиано;
- романсы — «На холмах Грузии» (слова Александра Пушкина), «Лысву» («Роса», слова Михаила Покчи-Петрова);
- музыка к спектаклям;
- песни (более 200);
- обработки народных песен.